# Gabriele Albertini

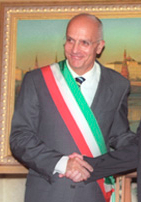
Gabriele Albertini

Gabriele Albertini (* 6. Juli 1950 in Mailand, Italien) ist ein italienischer Politiker der Nuovo Centrodestra, früherer Bürgermeister von Mailand und früheres Mitglied des Europäischen Parlaments mit der Partei Forza Italia, die Teil der Europäischen Volkspartei ist.

## Leben und Politik
Nach seinem Hochschulabschluss in Rechtswissenschaften 1974 arbeitet er von 1974 bis 1997 als Unternehmer in der im Aluminium-Druckguss-Sektor tätigen Firma Albertini Cesare. Von 1987 wurde er Beauftragter für Kleinbetriebe im Vorstand der italienischen Metallindustriegewerkschaft Federmeccanica, in der er von 1996 bis 1997 den Vorsitz übernahm. 1993 bis 1997 wurde Vizepräsident von Assolombarda. Er hatte verschiedene Ämter im italienischen Industrieunternehmerverband Confindustria.
Von 1997 bis 2006 übernahm er als Nachfolger von Marco Formentini das Amt des Bürgermeisters von Mailand. Danach war er von 2002 bis 2003 Regierungsbeauftragter für die Abwasserklärung der Stadt Mailand (seit 2000) und für die Sofortmaßnahmen zur Lösung der Verkehrs- und Mobilitätsprobleme der Stadt Mailand.
Seit der Europawahl 2004 ist er für seine Partei Mitglied des Europäischen Parlaments und sitzt in der Fraktion der Europäischen Volkspartei. Hier war er zunächst stellvertretendes Mitglied im Ausschuss für Industrie, Forschung und Energie, stellvertretender Vorsitzender der Delegation für die Beziehungen zur Parlamentarischen Versammlung der NATO und stellvertretendes Mitglied der Delegation für die Beziehungen zu den Vereinigten Staaten. Nach der Europawahl 2009 wurde er Vorsitzender im Ausschuss für auswärtige Angelegenheiten. Derzeit ist er Mitglied im Ausschuss für Industrie, Forschung und Energie und in der Delegation für die Beziehungen zu Indien. Darüber hinaus ist er Stellvertreter im Ausschuss für Verkehr und Fremdenverkehr und in der Delegation für die Beziehungen zu Israel.
2013 kandidierte er als Mitglied der Scelta Civica mit der Koalition des ehemaligen italienischen Ministerpräsidenten Mario Monti als Präsident für den Regionalrat der Region Lombardei und für den Senat. Er wurde schließlich zum Senator gewählt. Seit 2014 ist er Mitglied der Partei Nuovo Centrodestra.

## Auszeichnungen
- 2005: Großoffizier des Orden des Infanten Dom Henrique[2]
- 2006: Großes Goldenes Ehrenzeichen für Verdienste um die Republik Österreich[3]
- Freundschaftsorden der Russischen Föderation
- Ehrenkomtur des Ordens des Britischen Empire
- Offizier des Ordens der Ehrenlegion der Französischen Republik
- Großes Verdienstkreuz des Königlichen Ordens Norwegens
- Großoffizier des Verdienstordens des Großherzogtums Luxemburg
- Großoffizier des Ordens der Heiligen Mauritius und Lazarus
- Silbernes Verdienstkreuz des Ritterordens vom Heiligen Grab zu Jerusalem
- Großoffizier des maltesischen Verdienstordens
- Komtur des Konstantinischen Militärordens vom Hl. Georg